# Богомолов Павло Іванович
Богомо́лов Павло́ Іва́нович (*30 листопада 1944, с. Червоний Флот Старо-Кривушанського району Воронезької області, РРФСР) — український радянський та російський скульптор. Член Спілки художників СРСР (1977), Почесний громадянин Горно-Алтайська (2013).

## Біографія
Народився 30 листопада 1944 року в с. Червоний Флот (кол. назва — Богомолово) Старо-Кривушанського району Воронезької області РРФСР. У 1950 році сім'я переїхала до Пушкіно Сніжнянського району Донецької області.
У 1956 році у віці 12 років вступає до Київської республіканської художньої школи імені Т. Г. Шевченка.
У 1963–1966 — служба в рядах ЗС СРСР.
У 1967–1973 роках навчається у Київському художньому інституті.
З 1973 по 1976 рік працює у Чернігівських художніх майстернях. Впродовж 1976−1986 років працює у Київському художньо-виробничому комбінаті, стає лауреатом всесоюзних та республіканських художніх виставок.
У 1977 році стає членом Спілки художників СРСР.
У 1986 році у зв'язку з Чорнобильською катастрофою разом з дружиною (скульптором Г. П. Махринською) переїздять на постійне місце проживання до Горно-Алтайська, Росія.
4 грудня 2006 року прийняв священницький сан, а з 20 січня 2007 року — стає настоятелем храму Макарія Алтайського (Глухарьова). 
У 2013 році став Почесним громадянином Горно-Алтайська.

## Творчий доробок
Побутово-тематичні композиції
- «Розставання»
- «Салют, Перемога»
- «Портрет дружини» (1977)
- «Портрет Януша Корчака»
- «Портрет сучасниці» (дерево)
- «Ілля» (дерево)
- «Тарас» ("Портрет сина ") (шамот, дерево, 1985)
- «Иристу і Оленка» (Горно-Алтайськ, 2003)

Пам'ятники
- Погруддя Миколи Островського (Чернігів, 1974; демонтоване 23 червня 2016[1])
- Погруддя Михайла Калініна (Горно-Алтайськ, 1987)
- Погруддя Миколи Улагашева (Горно-Алтайськ, 1989)
- Погруддя Олексія Калкіна (с. Паспорта, 1989)
- Погруддя Лазаря Кокишева (Горно-Алтайськ, 1990)
- Пам'ятний знак жертвам політичних репресій (Горно-Алтайськ, 1998)
- Погруддя Героя Радянського Союзу Жанібека Єлеусова (с. Турата Усть-Канського району)
- Погруддя Шеріг-оола Ооржака (Тива)

Меморіальні дошки
- Созону Суразакову (1990) на будівлі Горно-Алтайського університету
- Лазарю Кокишеву (1994)
- Георгію Кондакову

Споруди
- Храм Макарія Алтайського (Глухарьова) (Горно-Алтайськ, 2003–2006)